# Ferenc Deák
Ferenc Deák de Kehida (în croată Franjo Deák; n. 17 octombrie 1803, Söjtör, Districtul Zalaegerszeg, Zala, Ungaria – d. 28 ianuarie 1876, Budapesta, Austro-Ungaria) a fost un jurist și om politic maghiar, care a îndeplinit funcția de ministru de justiție al Ungariei în prima parte a Revoluției Maghiare din 1848-1849. El a fost cunoscut drept „Înțeleptul națiunii”.

## Primii ani de viață și carieră juridică
Născut în satul Söjtör din comitatul Zala, aflat în sud-vestul Ungariei, Deák era descendent al unei vechi familii nobiliare. Tatăl lui era Ferenc Deák de Kehida (1761-1808), jurist, proprietar funciar și pretor șef (főszolgabíró) al districtului Kapornak. Mama lui era Erzsébet Sibrik de Szarvaskend et Óvár (1768-1803), descendentă a unei familii nobiliare. Tânărul Ferenc Deák a studiat dreptul și a devenit, succesiv, avocat și notar. A intrat în politică în anul 1833, când a participat la adunarea de la Pressburg (azi Bratislava) ca înlocuitor al fratelui său mai mare, începând o carieră care-l va transforma într-una dintre cele mai importante personalități a politicii maghiare și a mișcării reformatoare din anii 1840. Numele lui a devenit cunoscut ca urmare a implicării sale în procesul lui Miklós Wesselényi și a succesului obținut în proclamarea dreptului Adunării Maghiare de a elabora legi.

## Începutul activității politice
În 1836 Deák a scris și distribuit un document despre cauzele politice pe care le-a sprijinit, fără a avea permisiunea cenzurii; în ciuda faptului că a fost confiscat, documentul a fost răspândit pe scară largă și i-a făcut cunoscut numele în cercurile politice la nivel înalt. El a fost implicat în elaborarea legilor din 1839-1840 și a devenit membru de onoare al Academiei Ungare de Științe. După moartea fratelui său în 1842, el și-a eliberat iobagii și a decis în mod voluntar să plătească impozite pentru a arăta că ideile sale reformiste erau sincere. Eliminarea scutirii nobililor de plata impozitelor și eliberarea iobagilor au fost unele dintre cele mai importante doleanțe ale mișcării reformatoare din Ungaria. Cu toate acestea, el a refuzat să participe la Dieta din 1843-1844, probabil din cauza controversei din jurul alegerilor.

## Cariera politică

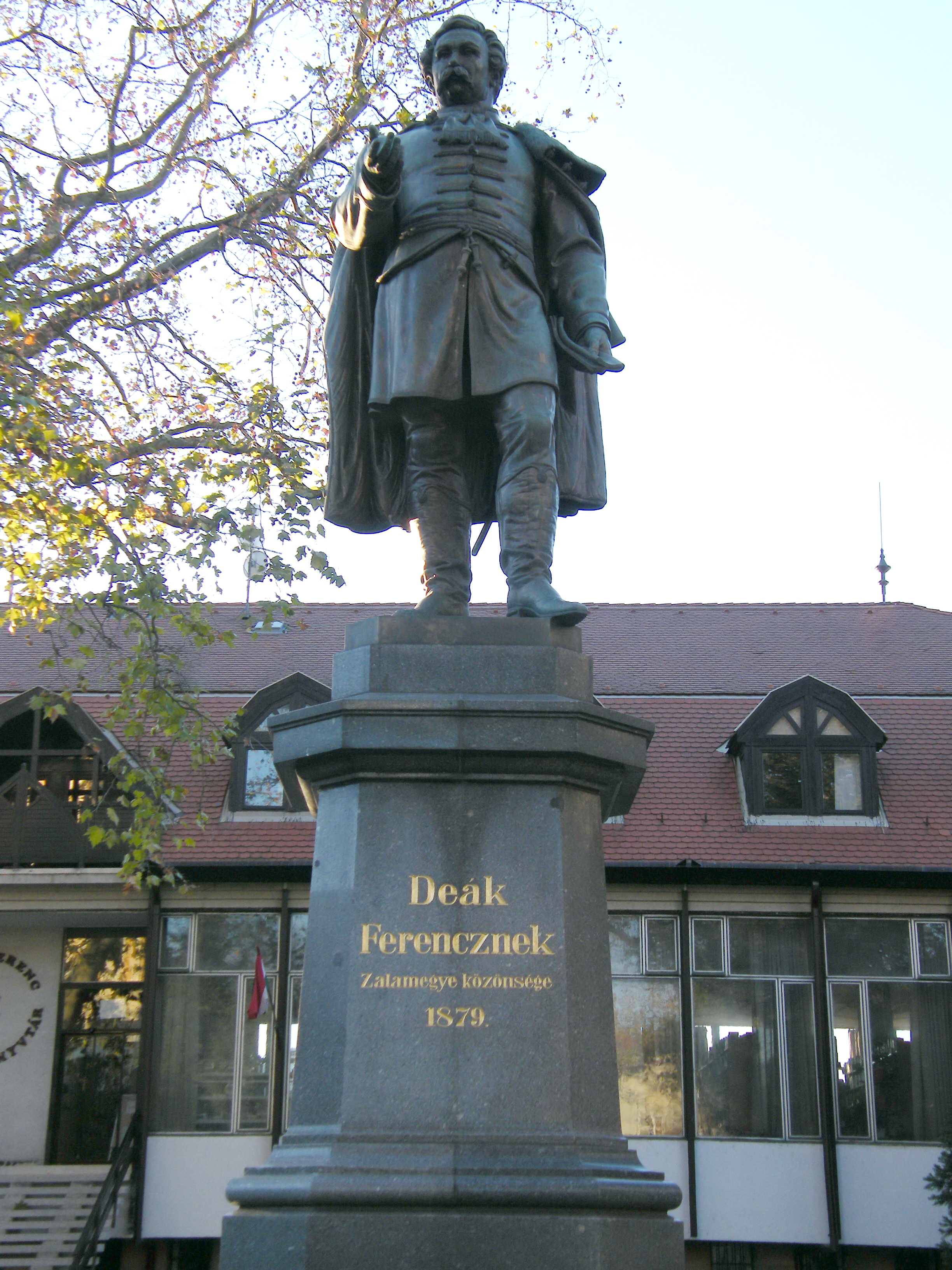
Statuia lui Deák din Zalaegerszeg

În 1846, după sfârșitul sângeros al Revoltei poloneze din Galiția, reformatorii au dobândit popularitate și au lansat „Ellenzéki nyilatkozat” (Manifestul opoziției), semnat de Deák, dar elaborat în realitate de Kossuth. În timpul Revoluției Maghiare din 1848-1849 împotriva Imperiului Habsburgic, Deák a pledat pentru o acțiune pacifistă și s-a opus folosirii violenței ca instrument politic. El a acceptat postul de ministru al justiției în guvernul Batthyány, în principal pentru a-și arăta sprijinul față de Lajos Batthyány.
În calitate de membru al guvernului revoluționar maghiar, Deák a făcut mai multe călătorii la curtea din Viena, încercând să obțină un compromis între monarhia habsburgică și naționaliștii liberali extremiști ai lui Kossuth. Atunci când eforturile sale diplomatice au eșuat, el a demisionat din postul de ministru, dar a rămas în continuare membru al Parlamentului, apărând legitimitatea constituțională a Legilor din aprilie. S-a retras la moșia sa de la Kehida înainte de sfârșitul Războiului de Eliberare a Ungariei și nu a mai participat activ la evenimentele revoluționare. O curte marțială austriacă l-a achitat după înfrângerea Ungariei.
Deák a petrecut majoritatea deceniului 1850 în semiretragere, sprijinind în mod tacit diverse cauze naționale fără a se angaja în politica activă. Cu toate acestea, el a refuzat obținerea unui post sau a unei funcții publice, devenind astfel un simbol al așa-numitei rezistențe pasive. Și-a vândut averea lui István Széchenyi și s-a mutat la Buda, unde a devenit liderul de facto al vieții politice maghiare. El a căutat o cale de mijloc între partizanii unei noi revolte antihabsburgice promovate de Kossuth și colaboraționiștii proaustrieci. Criza produsă de cel de-al Doilea Război Italian de Independență în 1859, cu un puternic sprijin popular maghiar pentru cauza italiană, a determinat revenirea lui în viața politică activă. S-a opus primelor propuneri de reformă a statului austriac din 1860. În 1861 a devenit liderul grupului politic care a trimis o petiție familiei imperiale austriece, în care era solicitată încheierea unei înțelegeri. Ca răspuns la solicitarea lui, împăratul Franz Joseph I a demis actuala administrație și a cerut alegerea unui nou parlament pentru a negocia înțelegerea. Deák a condus comitetul însărcinat cu elaborarea unei formule politice, colaborând cu Kálmán Tisza și cu alți politicieni contemporani. Războiul austro-prusac din 1866 a fost declanșat după ce comitetul și-a încheiat activitatea, dar Deák a rezistat presiunilor facțiunii extremiste pentru reluarea negocierilor.

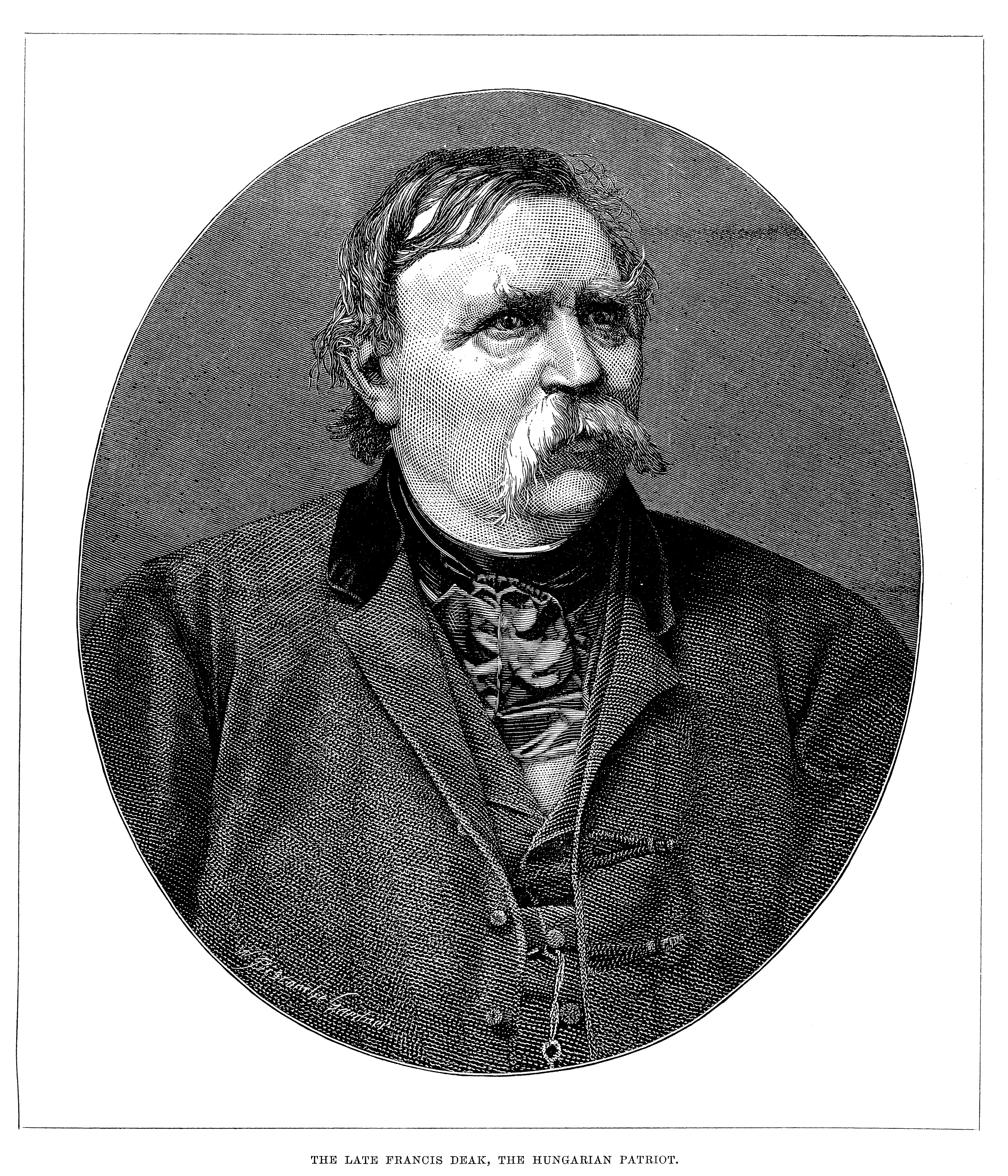
Fotografia lui Ferenc Deák din necrologul publicat în Illustrated London News

Treptat, Deák și-a moderat opiniile cu privire la independența Ungariei. Deși a susținut că Legile din aprilie erau valabile, el a acceptat că afacerile externe, apărarea și finanțele erau probleme „comune” pentru Austria și Ungaria, în baza Pragmaticii Sancțiuni din 1713. El credea că putea fi elaborat un aranjament constituțional care să încorporeze aceste idei, fără a încălca în același timp independența internă a Ungariei. El a sprijinit cu toată tăria „Compromisul” (Ausgleich sau Kiegyezés) din 1867, care a încorporat aceste idei, și a condus delegația care a semnat acordul politic. Deși era alegerea evidentă ca primul prim-ministru al jumătății maghiare a noului stat Austro-Ungaria, Deák a renunțat în favoarea contelui Gyula Andrássy. După 1867 starea lui de sănătate a devenit tot mai fragilă, iar atacurile declanșate de politicienii maghiari radicali i-au consumat majoritatea energiei. Ideile sale reformiste au fost deseori respinse de Parlament.
A murit la 28 ianuarie 1876 și a fost înmormântat cu mare pompă. Parlamentul Ungariei a elaborat o lege pentru conservarea memoriei marelui om politic maghiar și a dispus realizarea unei statui prin subscripție națională. Una dintre piețele centrale din Budapesta a fost numită Piața Ferenc Deák, aici intersectându-se trei dintre cele patru linii ale metroului din Budapesta.

## In memoriam
- Liceul bilingv Deák Ferenc din Szeged a fost numit după el.
- Piața Deák Ferenc, un important centru rutier din Budapesta, a fost, de asemenea, numită după el.
- Portretul lui este reprezentat pe bancnota de 20.000 de forinți (bancnota maghiară cu cea mai mare valoare nominală).
- Poșta Ungariei a emis pe 1 iulie 1932 un timbru poștal dedicat lui.[17]

## Imagini

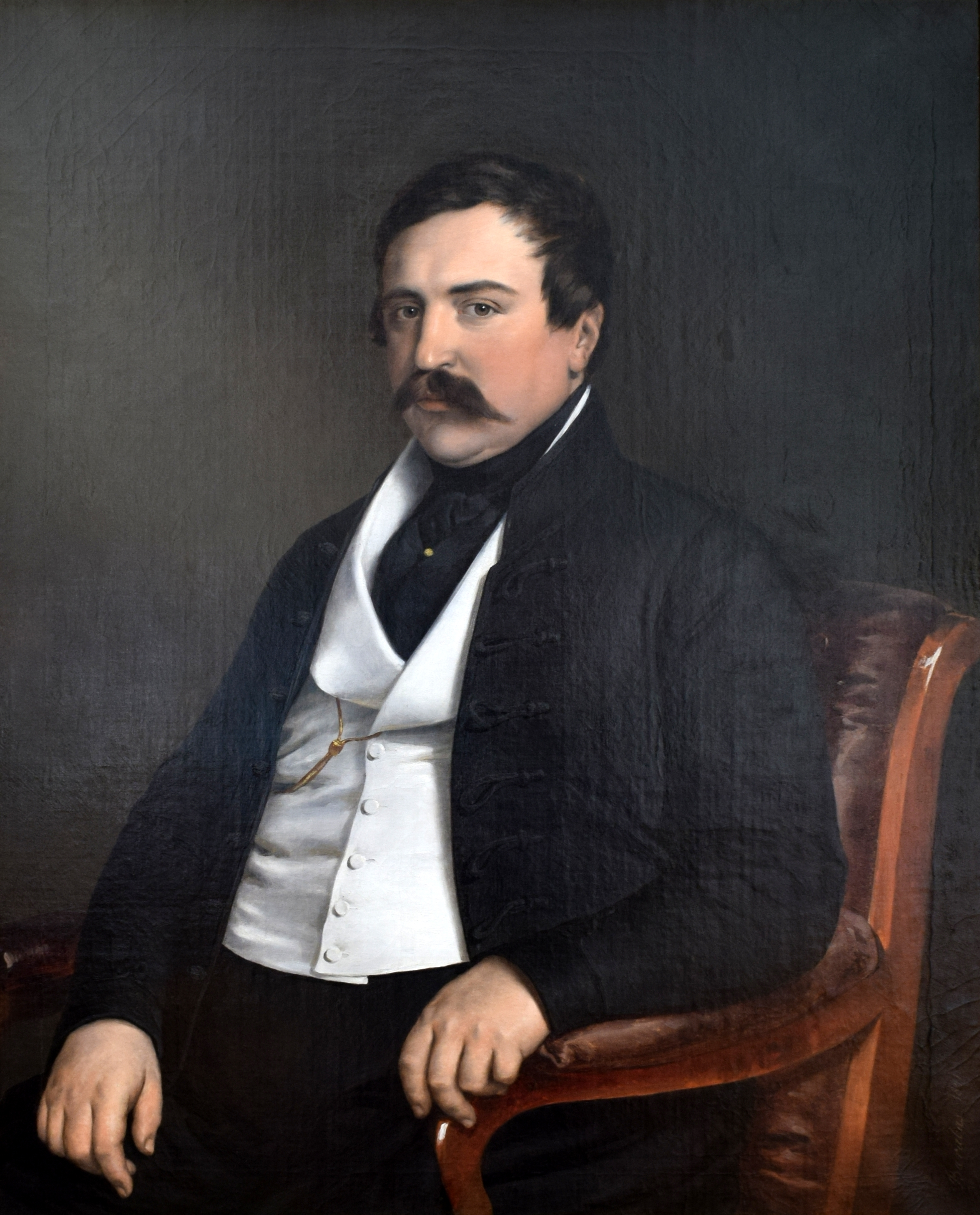
Portret realizat în 1841 de Miklós Barabás
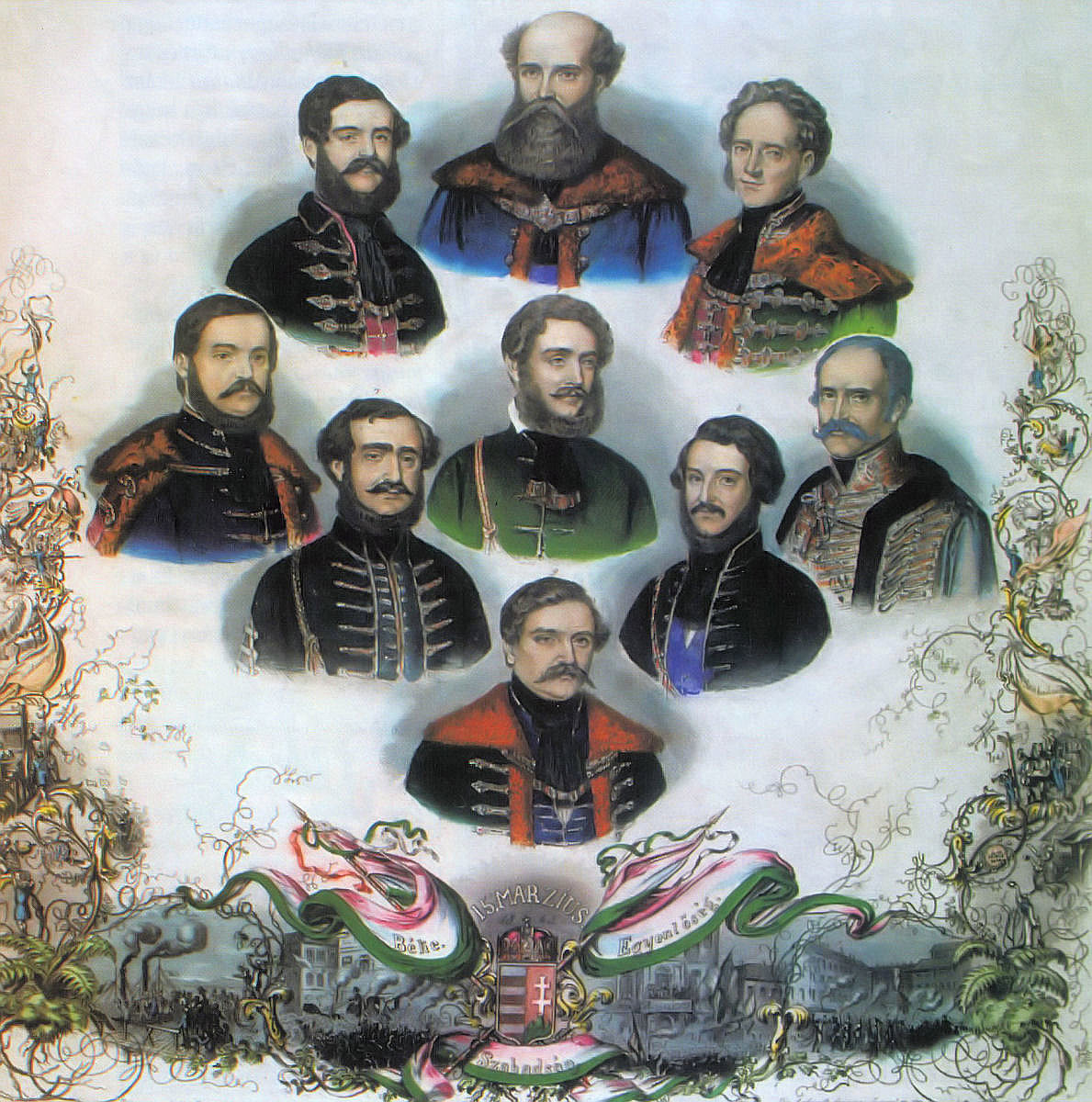
Guvernul Batthyány. Ministrul Ferenc Deák este reprezentat în partea de jos a picturii.
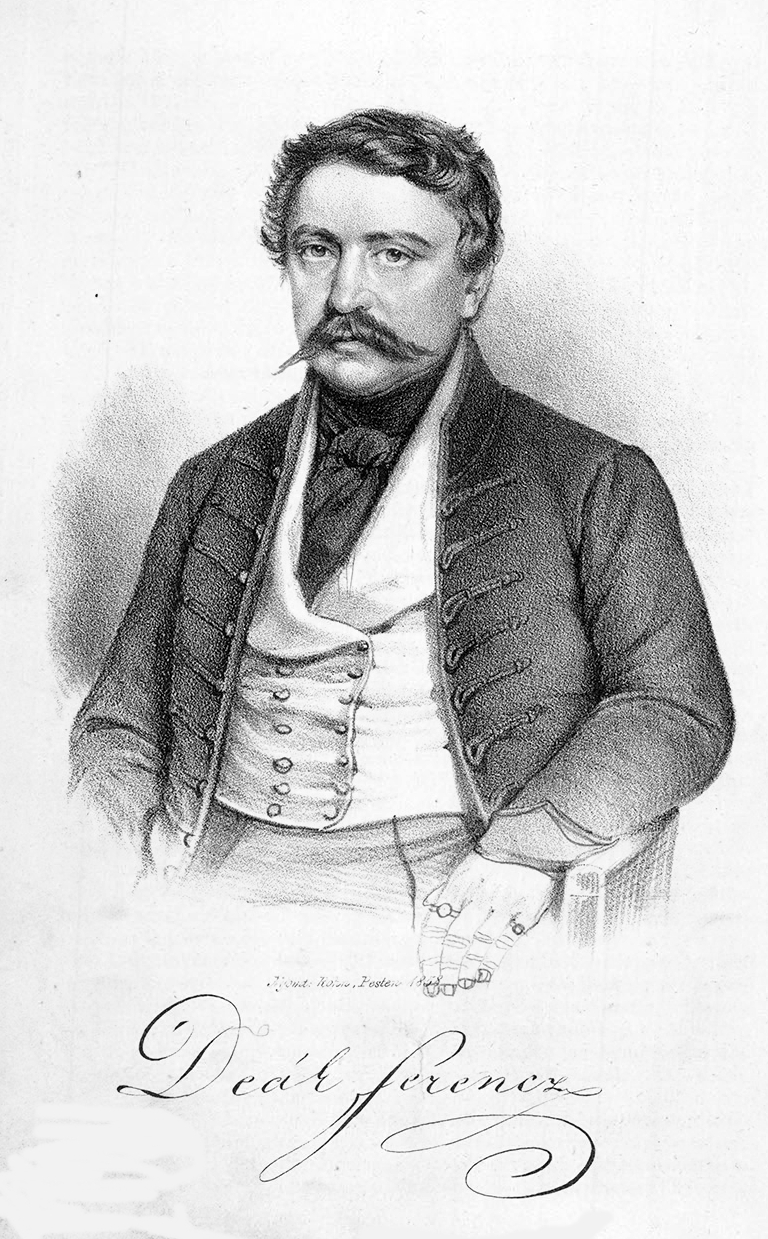
Portret din 1858
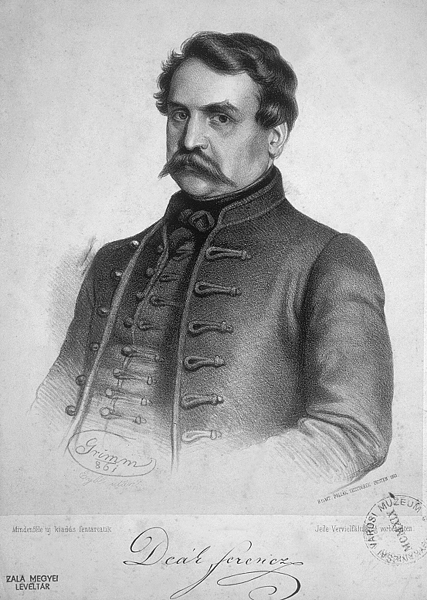
Portret din 1861
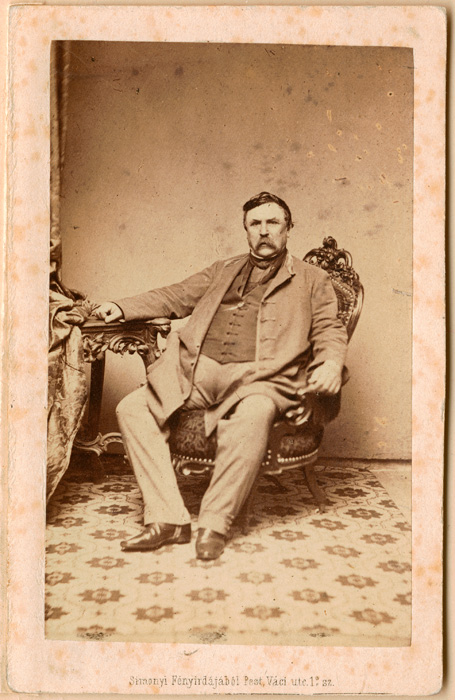
Ferenc Deák în 1861
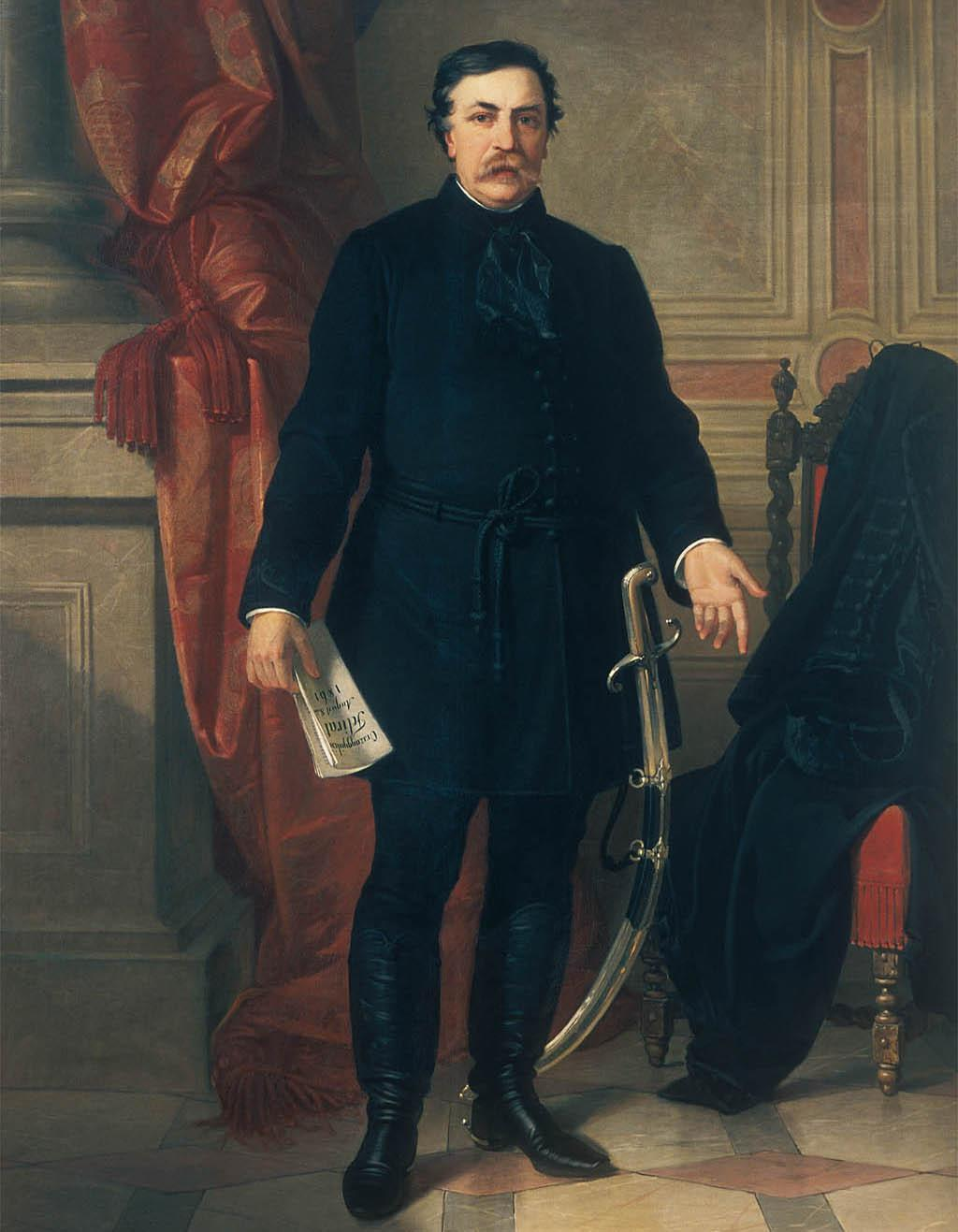
Portret din 1862
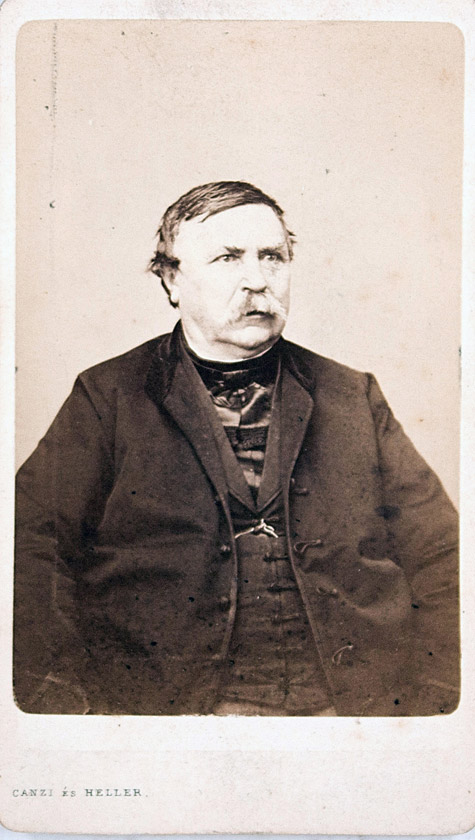
Ferenc Deák în 1866
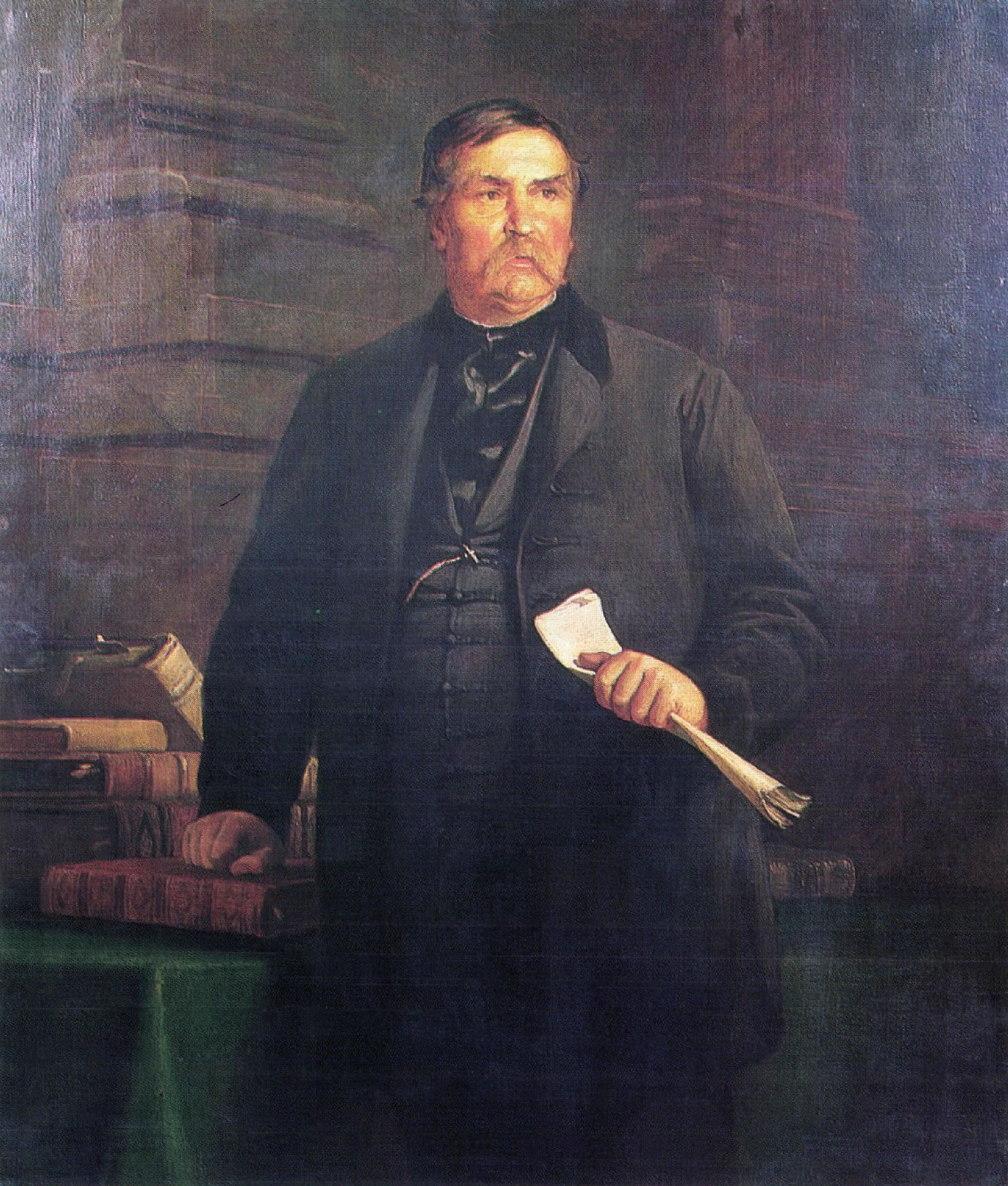
Portret realizat în 1869 de Bertalan Székely
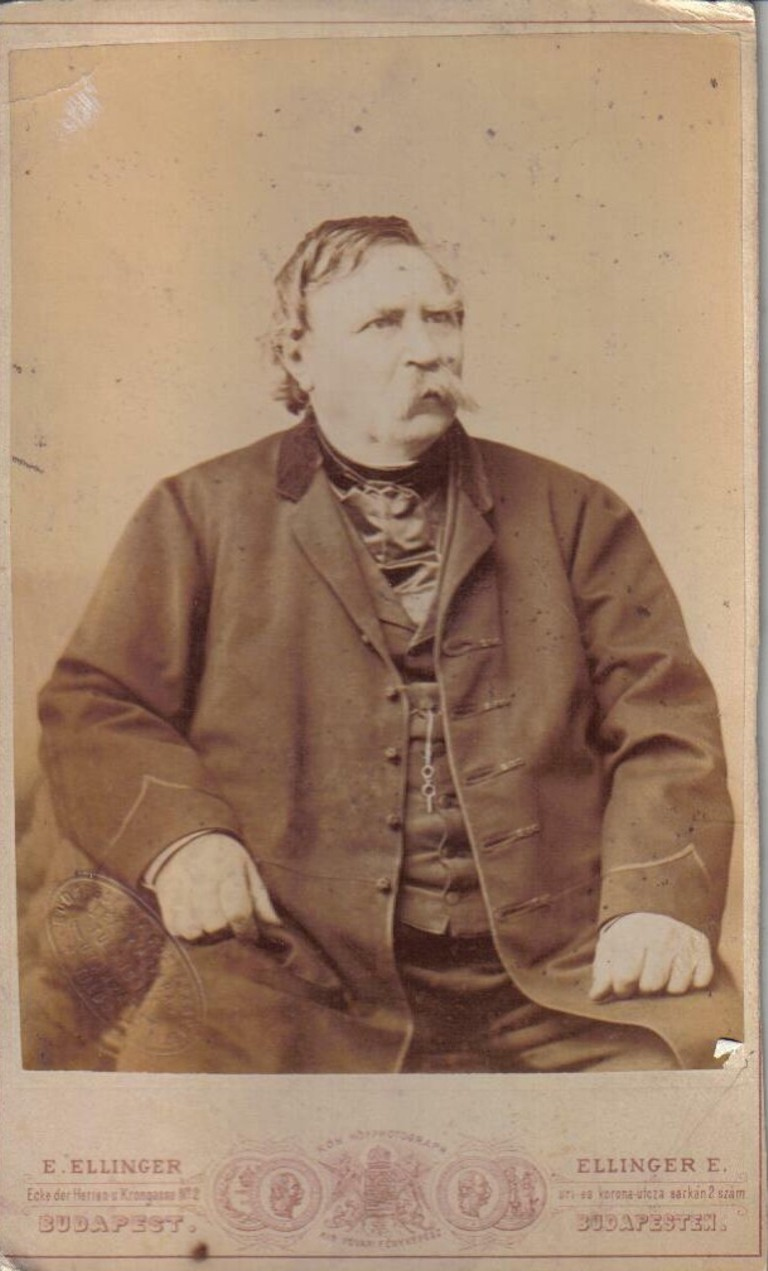
Ferenc Deák în anii 1870
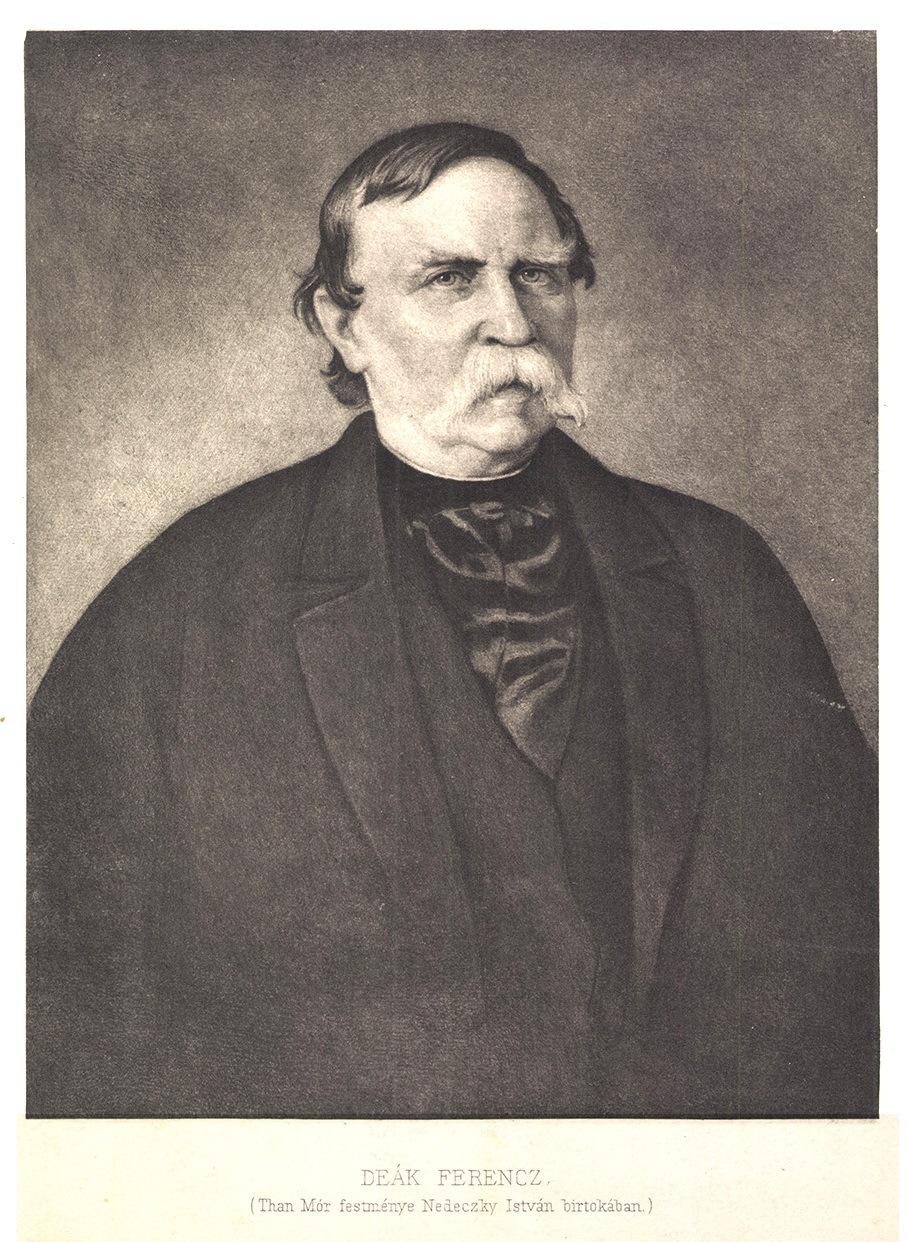
Portret pictat de Mór Than
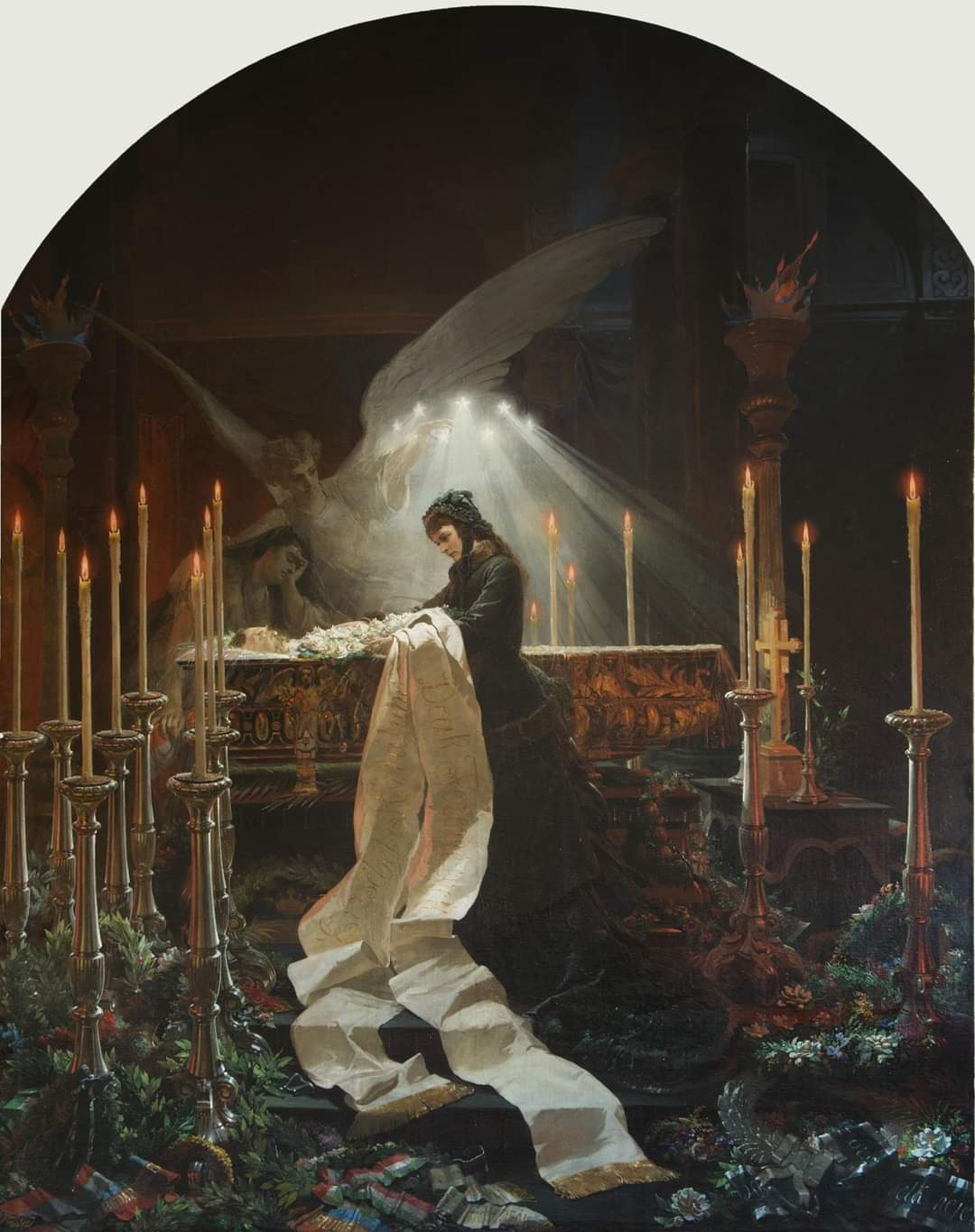
Împărăteasa Elisabeta la catafalcul lui Ferenc Deák. Pictură realizată de Mihály Zichy
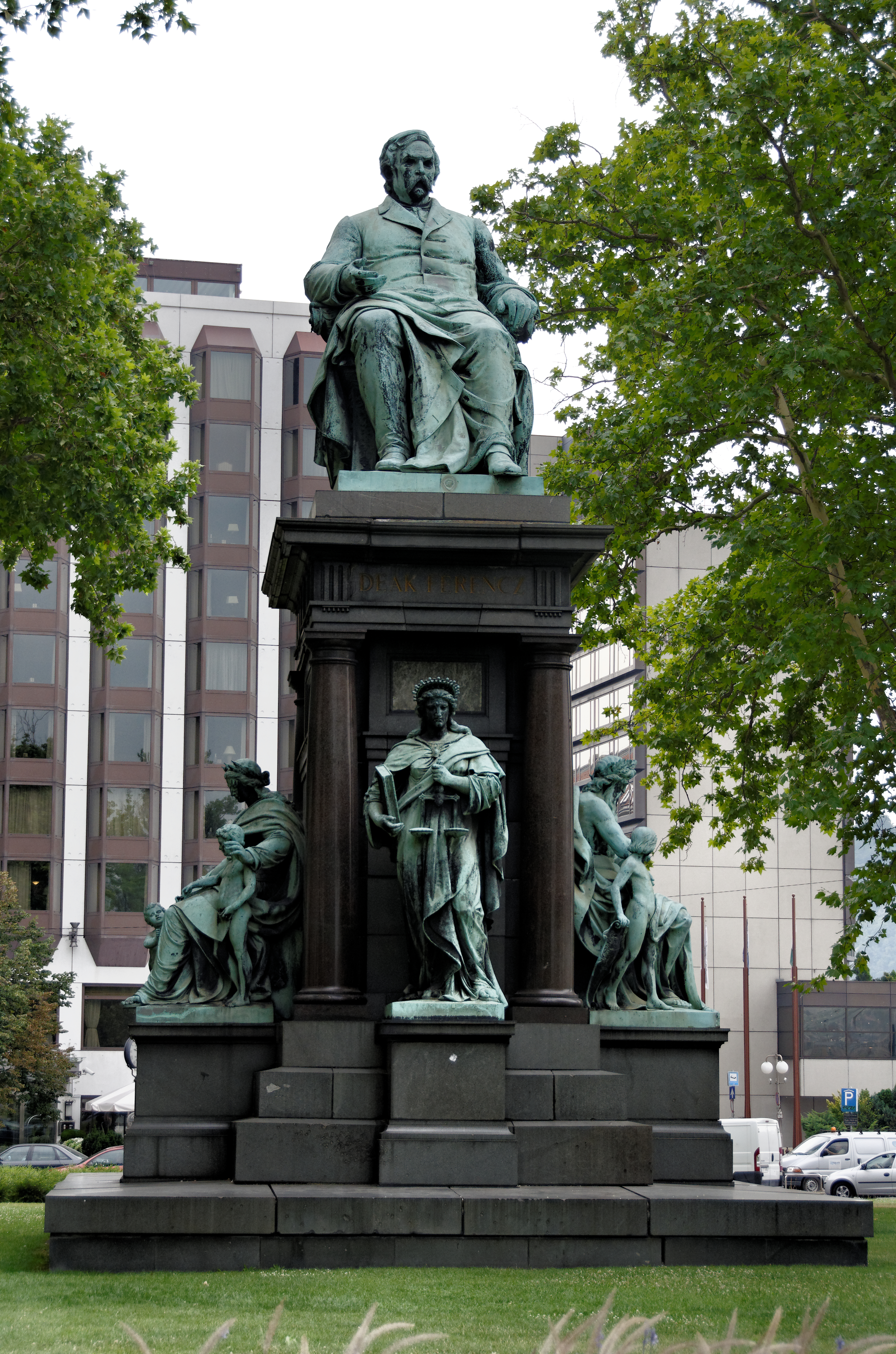
Monumentul lui Ferenc Deák din Budapesta (1887)
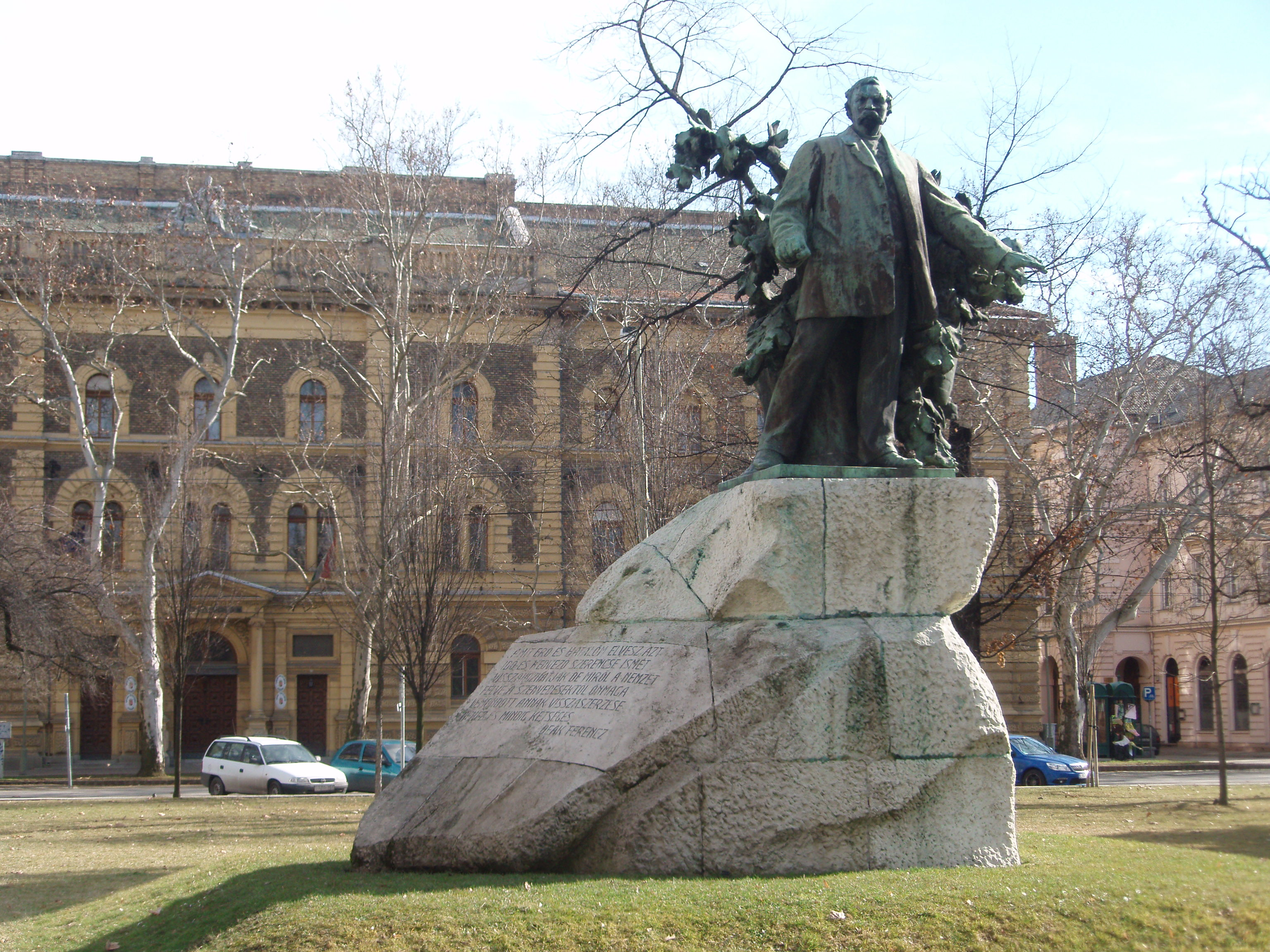
Statuia lui Ferenc Deák din Szeged (1914)
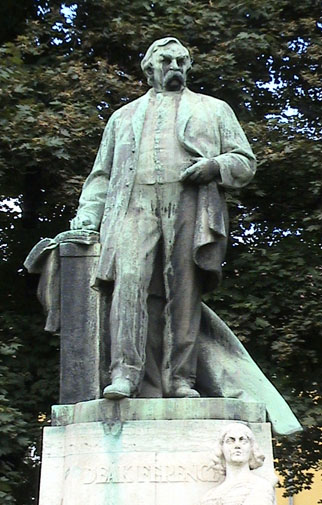
Statuia lui Ferenc Deák din Miskolc (1925)
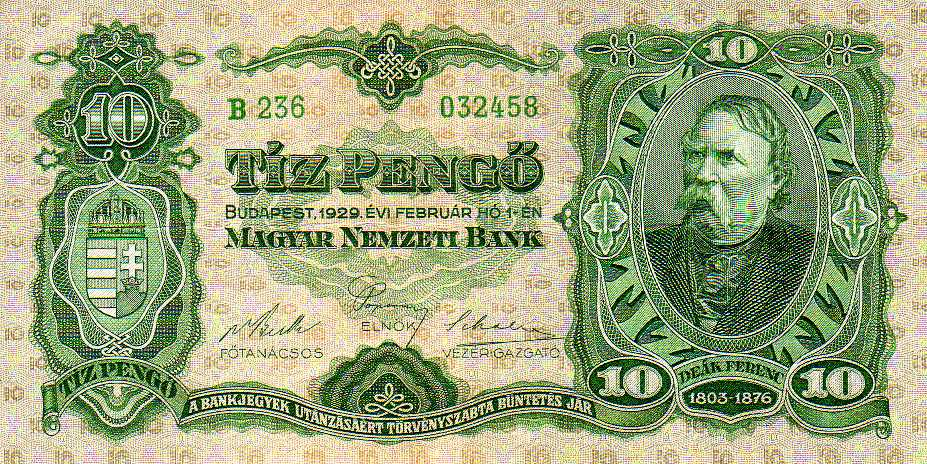
Bancnotă de 10 penghei din 1929
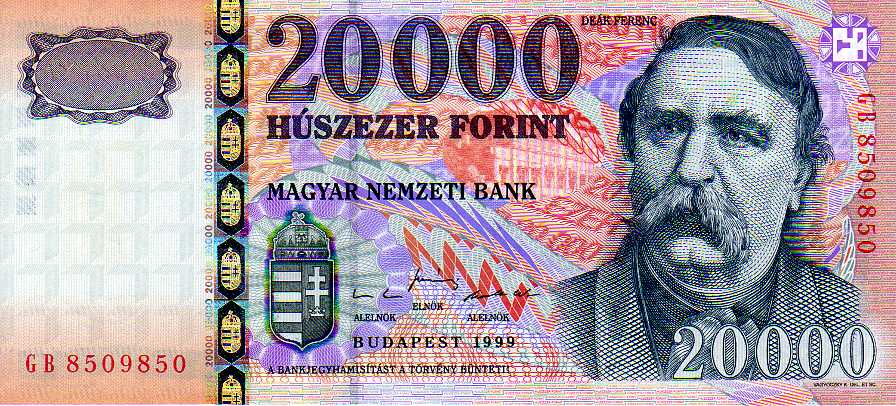
Bancnotă de 20.000 de forinți din 1999